# Kraśnik
Pour les articles homonymes, voir Kraśnik.
Kraśnik (prononciation : [ˈkraɕɲik]) est une ville du powiat de Kraśnik de la voïvodie de Lublin, dans le sud-est de la Pologne.
Sa population s'élevait à 35 867 habitants en 2013 répartie sur une superficie de 25,29 kilomètres carrés.
Elle constitue une gmina urbaine et le siège administratif (chef-lieu) du powiat de Kraśnik et de la Gmina de Kraśnik, bien que ne faisant pas partie du territoire de la gmina.

## Histoire
La zone de Kraśnik est d'abord colonisée au XIIIe siècle, et Kraśnik reçoit u sa charte de ville en 1377, par le roi Louis Ier de Hongrie. À cette époque, elle appartient à voïvodie de Sandomierz, l'une des deux voïvodies de la Petite-Pologne (la voïvodie de Lublin a été créé en 1474 , à partir de territoire de la voïvodie de Sandomierz).
Du 23 au 25 août 1914, la bataille de Krasnik se déroule dans les environs de la ville. La Ire armée austro-hongroise met en déroute la IVe armée russe signant ainsi la première victoire de l'Autriche-Hongrie pendant le conflit.
Kraśnik était un centre important du judaïsme polonais, la ville comptait 5 000 juifs (près de 50 % de la population) avant la Seconde Guerre mondiale. Les récits historiques retracent la présence des juifs dans la région en 1531, mais le droit de s'y installer leur est accordé officiellement en 1584. En 1654, la loi oblige les juifs à n'habiter qu'autour du quartier de la synagogue.
Pendant la Seconde Guerre mondiale, la ville a été le site du camp de travail de Budzyn, où les prisonniers travaillaient pour l'usine Heinkel sur des chaines de production d'avions de la Luftwaffe. Ce camp de travail, avec près de 3 000 juifs, est devenu un camp annexe de Majdanek. Il y avait un autre camp de travail à Kraśnik appelé le camp de travail de WIFO comptant également 3 000 prisonniers juifs et dont la plupart ont péri. 

En avril 1942, 2 000 juifs de la ville sont déportés au camp d'extermination de Belzec.
Sur une population de plus de 5 000 Juifs de Kraśnik, environ 350 ont survécu à l'Holocauste. La plupart des survivants quittent la Pologne après la guerre.
De 1975 à 1998, la ville est attachée administrativement à l'ancienne Voïvodie de Lublin (1975-1998).

Depuis 1999, elle fait partie de la nouvelle voïvodie de Lublin.

## Démographie
Données du 31 décembre 2007:
| Description   | Total  | Total | Femmes | Femmes | Hommes | Hommes |
| ------------- | ------ | ----- | ------ | ------ | ------ | ------ |
| Unité         | Nombre | %     | Nombre | %      | Nombre | %      |
| Population    | 35 731 | 100   | 18 721 | 52,39  | 17 010 | 47,61  |
| Âge 0-17 ans  | 6 496  | 18,18 | 3 086  | 8,64   | 3 410  | 9,54   |
| Âge 18-65 ans | 23 032 | 64,46 | 11 449 | 32,04  | 11 583 | 32,42  |
| Âge >65 ans   | 6 203  | 17,36 | 4 186  | 11,72  | 2 017  | 5,64   |

## Monuments
- Les ruines du Chateau de Zamoyski du XVIIe siècle.
- L'Église Saint-Esprit du XVIIIe siècle (1758–1761) et son hôpital.

## Relations internationales

### Jumelages
- Hajdúböszörmény (Hongrie)
- Ruiselede (Belgique)
- Prievidza (Slovaquie)
- Korosten (Ukraine)
- Łuck (Ukraine)
- Turzysk (Ukraine)
- Nogent-sur-Oise (France)
- Šilalė (Lituanie)

## Structure du terrain
D'après les données de 2002, la superficie de la commune de Kraśnik est de 25,28 kilomètres carrés, répartis comme telle :
- terres agricoles : 45 %
- forêts : 17 %

La commune représente 2,51 % de la superficie du powiat.